# Friedrich Deppert

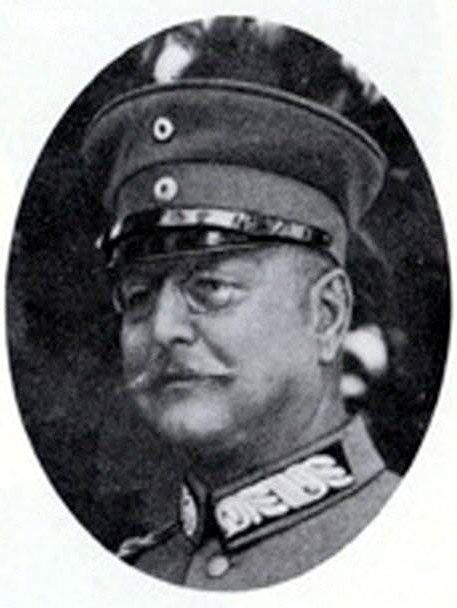
General Deppert

Friedrich Deppert (* 25. November 1855 in Nürnberg; † 14. Juli 1915 bei Ban-de-Sapt, Frankreich) war ein bayerischer Generalleutnant.

## Leben

### Herkunft
Er war der Sohn des Generaldirektionsrates der Bayerischen Staatseisenbahnen Wilhelm Deppert.

### Militärkarriere
Nach dem Besuch des Kadettenkorps trat Deppert am 2. August 1874 als Portepeefähnrich in das 3. Feldartillerie-Regiment „Königin Mutter“ der Bayerischen Armee ein. 1876 zum Sekondeleutnant befördert, folgte 1881 seine Versetzung in das 1. Fußartillerie-Regiment „Bothmer“. Von 1884 bis 1887 absolvierte Deppert die Kriegsakademie, die ihm die Qualifikation für den Generalstab, die Höhere Adjutantur und das Lehrfach aussprach. Während dieses Kommandos war er am 15. Juni 1885 in das 2. Fußartillerie-Regiment versetzt sowie zum Premierleutnant befördert worden. Ab November 1887 schloss sich eine Verwendung als Adjutant bei der Inspektion der Artillerie und des Trains an. In dieser Stellung 1889 zum Hauptmann befördert, kam Deppert zur Inspektion der Fußartillerie und wurde im Jahr darauf zur Zentralstelle des Generalstabes versetzt. Kurzzeitig fungierte er vom 24. Oktober 1893 bis zum 9. Oktober 1894 als Chef der 6. Kompanie des 1. Fußartillerie-Regiments „vakant Bothmer“ und wurde anschließend unter Beförderung zum Major in die Zentralstelle des Generalstabs rückversetzt. 1896 nach Augsburg in den Generalstab der 2. Division versetzt, folgte im Oktober 1897 seine Ernennung zum Bataillonskommandeur im 2. Fußartillerie-Regiment. Als Oberstleutnant ernannte man Deppert am 26. Dezember zum Kommandeur des 1. Fußartillerie-Regiments „vakant Bothmer“. In dieser Stellung am 4. August 1901 zum Oberst befördert, wurde Deppert am 8. September 1902 unter Stellung à la suite des Generalstabes zum Direktor der Kriegsakademie ernannt. Gleichzeitig beauftragte man ihn mit der Wahrnehmung der Geschäfte des Direktors der Artillerie- und Ingenieur-Schule. Nach seiner am 22. April 1904 erfolgten Beförderung zum Generalmajor wurde Deppert schließlich am 1. September 1905 zum Kommandeur der 1. Feldartillerie-Brigade ernannt. In Genehmigung seines Abschiedsgesuches wurde er am 14. Dezember 1906 unter Verleihung des Sterns zum Militärverdienstorden II. Klasse zur Disposition gestellt.
Bei Ausbruch des Ersten Weltkriegs wurde Deppert als z.D.-Offizier wiederverwendet. Er fungierte zunächst vom 2. August 1914 bis zum 16. Februar 1915 als Chef des Stabes des stellvertretenden Generalkommandos des I. Armee-Korps in München. Zwischenzeitlich im Januar 1915 zum Generalleutnant befördert, übernahm er am 20. Februar 1915 das Kommando über die 5. Ersatz-Infanterie-Brigade, mit der Deppert an den Kämpfen in den Vogesen teilnahm. Dort ist er am 14. Juli 1915 auf der Höhe Ban de Sapt gefallen.

### Familie
Deppert hatte sich 1888 mit Anna Grashey verheiratet. Aus der Ehe gingen vier Kinder hervor.